# Leonel Nazareno
Leonel Nazareno (n. Quinindé, Ecuador; 5 de agosto de 1994) es un futbolista ecuatoriano. Juega de portero y su equipo actual es Libertad Fútbol Club de la Serie A de Ecuador.

## Trayectoria
Leonel inició su carrera como futbolista en las divisiones menores del Club Deportivo El Nacional, posteriormente en el 2010 pasó a las menores de Liga Deportiva Universitaria y en el 2016 logra debutar de la mano del técnico Álex Aguinaga.

## Estadísticas

### Clubes
Actualizado al último partido disputado el 16 de agosto de 2025.
| Club                                   | Div.          | Temporada     | Liga  | Liga  | Copas nacionales | Copas nacionales | Copas internacionales | Copas internacionales | Total | Total |
| Club                                   | Div.          | Temporada     | Part. | Goles | Part.            | Goles            | Part.                 | Goles                 | Part. | Goles |
| -------------------------------------- | ------------- | ------------- | ----- | ----- | ---------------- | ---------------- | --------------------- | --------------------- | ----- | ----- |
| Liga Deportiva Universitaria · Ecuador | 1.ª           | 2016          | 2     | 0     | —                | —                | 0                     | 0                     | 2     | 0     |
| Liga Deportiva Universitaria · Ecuador | 1.ª           | 2017          | 21    | 0     | —                | —                | 4                     | 0                     | 25    | 0     |
| Liga Deportiva Universitaria · Ecuador | 1.ª           | 2018          | 3     | 0     | —                | —                | 0                     | 0                     | 3     | 0     |
| Liga Deportiva Universitaria · Ecuador | 1.ª           | 2019          | 1     | 0     | 4                | 0                | 0                     | 0                     | 5     | 0     |
| Liga Deportiva Universitaria · Ecuador | 1.ª           | 2020          | 3     | 0     | 0                | 0                | 0                     | 0                     | 3     | 0     |
| Liga Deportiva Universitaria · Ecuador | Total club    | Total club    | 30    | 0     | 4                | 0                | 4                     | 0                     | 38    | 0     |
| Chacaritas F. C. · Ecuador             | 2.ª           | 2021          | 0     | 0     | 0                | 0                | —                     | —                     | 0     | 0     |
| Chacaritas F. C. · Ecuador             | Total club    | Total club    | 0     | 0     | 0                | 0                | 0                     | 0                     | 0     | 0     |
| Concordia S. C. · Ecuador              | 3.ª           | 2022          | 3     | 0     | 0                | 0                | —                     | —                     | 3     | 0     |
| Concordia S. C. · Ecuador              | Total club    | Total club    | 3     | 0     | 0                | 0                | 0                     | 0                     | 3     | 0     |
| Cumbayá F. C. · Ecuador                | 1.ª           | 2023          | 26    | 0     | 0                | 0                | —                     | —                     | 26    | 0     |
| Cumbayá F. C. · Ecuador                | Total club    | Total club    | 26    | 0     | 0                | 0                | 0                     | 0                     | 26    | 0     |
| Aampetra · Ecuador                     | 3.ª           | 2024          | 0     | 0     | —                | —                | —                     | —                     | 0     | 0     |
| Aampetra · Ecuador                     | Total club    | Total club    | 0     | 0     | 0                | 0                | 0                     | 0                     | 0     | 0     |
| Libertad F. C. · Ecuador               | 1.ª           | 2025          | 9     | 0     | 0                | 0                | —                     | —                     | 9     | 0     |
| Libertad F. C. · Ecuador               | Total club    | Total club    | 9     | 0     | 0                | 0                | 0                     | 0                     | 9     | 0     |
| Total carrera                          | Total carrera | Total carrera | 68    | 0     | 4                | 0                | 4                     | 0                     | 76    | 0     |
| 1. 2.                                  |               |               |       |       |                  |                  |                       |                       |       |       |

## Palmarés

### Campeonatos nacionales
| Título                 | Club                         | País    | Año  |
| ---------------------- | ---------------------------- | ------- | ---- |
| Campeonato Ecuatoriano | Liga Deportiva Universitaria | Ecuador | 2018 |
| Copa Ecuador           | Liga Deportiva Universitaria | Ecuador | 2019 |
| Supercopa de Ecuador   | Liga Deportiva Universitaria | Ecuador | 2020 |